# Long Nha Cư Độn
Long Nha Cư Độn (zh. 龍牙居遁 lóngyō jūxún; ja. ryūge koton; 834/835-920/923) là Thiền sư Trung Quốc đời Đường, môn đệ đắc pháp của Thiền Sư Động Sơn Lương Giới - Khai tổ Tông Tào Động. Dưới sư có các pháp tử là Động Từ Tạng Từ, Thẩm Triết Hàm Châu.

### Cơ duyên ngộ đạo
Sư họ Quách, người Nam Thanh, Phủ Châu, tỉnh Giang Tây. Năm 14 tuổi, sư xuất gia tại chùa Mãn Điền, Cát Châu, tỉnh Giang Tây.
Sau, sư đến Tung Nhạc thọ giới cụ túc, rồi chống gậy du phương khắp các Thiền hội. Nhân tham yết Hòa thượng Thúy Vi Vô Học, sư hỏi: "Kẻ học này từ lúc đến pháp tịch của Hòa thượng tới giờ đã hơn một tháng. Mỗi ngày Hòa thượng thượng đường đều chẳng mong chỉ dạy một pháp nào cả, là ý làm sao?" Thúy Vi nói: "Hiềm nỗi gì?"
Lúc khác sư lại hỏi hỏi: "Thế nào là chỉ ý của Tổ sư từ Tây lại?" Thúy Vi nói: "Hãy đưa cây Thiền bản cho ta." Sư liền đưa cây Thiền bản, Thúy Vi tiếp nhận rồi liền đánh. Sư nói: "Đánh thì mặc Hòa thượng đánh, nhưng không có ý Tổ sư."
Sư đến hỏi thiền sư Lâm Tế Nghĩa Huyền: "Thế nào là chỉ ý của Tổ sư từ Tây lại?" Lâm Tế nói: "Hãy đưa tấm bồ đoàn cho ta!" Sư bèn đưa tấm bồ đoàn, Lâm Tế đón lấy liền đánh. Sư nói: "Đánh thì mặc tình Hòa thượng đánh, nhưng không có ý Tổ sư."
Về sau khi đã ra hoằng pháp, có vị tăng hỏi: "Hồi Hòa thượng đi hành cước có hỏi hai vị tôn túc về ý Tổ sư, xin hỏi mắt đạo của hai vị tôn túc đó có sáng không vậy?" Sư đáp: "Sáng thì tuy có sáng, nhưng đúng là không có ý Tổ sư."
Hôm khác, sư đến tham yết Thiền sư Đức Sơn Tuyên Giám và hỏi rằng: "Xa nghe một câu Phật pháp của Đức Sơn, nhưng tới chừng đến chưa từng nghe Hòa thượng nói một câu Phật pháp!" Đức Sơn nói: "Hiềm nỗi gì?"
Sư không chấp nhận, bèn đến yết kiến Động Sơn, cũng hỏi như trước. Động Sơn nói: "Sao lại trách lão tăng được." Sư lại thuật lời nói của Đức Sơn, nhân tự tỉnh ngộ lồi lầm, bèn dừng lại Động Sơn, theo chúng thưa hỏi.
Có một lần, sư hỏi: "Thế nào là chỉ ý của Tổ sư từ Tây lại?" Động Sơn đáp: "Đợi chừng nào nước khe trong động chảy ngược lên sẽ nói cho ông nghe." Sư nhân đó mới đốn ngộ, bèn nhận Động Sơn làm thầy và ở lại hầu hạ tôn sư 8 năm.

### Hoằng pháp
Sư nhận lời cầu thỉnh của họ Mã ở Hồ Nam và đến trụ trì tại Thiền Uyển Diệu Tế, núi Long Nha, và được ban hiệu là Chứng Không Đại Sư. Tại nơi này, tứ chúng đến học thiền với sư trên dưới hơn 500 người, phật pháp được mở rộng.
Vào tháng 8 năm Quí Mùi, nhằm năm thứ ba niên hiệu Đường Long Đức, sư hơi có chút bệnh. Đến nửa đêm ngày 13 tháng 9, có một ngôi sao to rơi ở trước phương trượng. Sáng sớm hôm sau, sư ngồi yên thị tịch, thọ 89 tuổi.

### Pháp ngữ
Sư thượng đường nói: "Phàm người tham Thiền học đạo, phải nhìn thấu suốt Tổ sư và Phật mới được. Hòa thượng Tân Phong nói: ‘Phải coi Thiền chỉ và Giáo nghĩa như oan gia thì mới có đủ tư cách’. Nếu như không thể nhìn thấu Tổ và Phật, tức bị Tổ, Phật gạt lừa. Lúc đó, có ông tăng hỏi: Tổ và Phật có lòng lừa gạt người không?Sư hỏi lại: Ông nói coi sông hồ có làm ngăn trở người hay không? Lại nói: Sông hồ dĩ nhiên không có lòng cản trở người mà chỉ vì người không thể vượt qua, cho nên sông hồ thành ra cản trở người, khiến không thể nói sông hồ không cản trở người. Tổ và Phật tuy không có lòng lừa gạt người, nhưng do người không thể nhìn thấu triệt Tổ Phật, nên Tổ Phật thành ra gạt gẫm người, cho nên không thể nói Tổ Phật không lừa gạt người. Nếu như có thể nhìn thấu Tổ và Phật, người đó sẽ vượt khỏi Tổ và Phật chừng đó mới thể hội được chỉ ý của Tổ và Phật, mới tương đồng với người xưa thật u viễn. Còn như nhìn không thâu suốt, chỉ học Phật, học Tổ, thì chẳng bao giờ có lúc nào thành công được". Lại hỏi: "Làm thế nào để không bị Tổ, Phật dối gạt?". Sư đáp: "Tức nên tự ngộ mà thôi."